# Problemi di salute associati al consumo di carne
Con problemi di salute associati al consumo di carne ci si riferisce alle possibili patologie associate al consumo di qualsiasi tipo di carne.
Uno studio epidemiologico prospettico su oltre mezzo milione di persone fra i 50 ed i 70 anni, nato con l'obiettivo di determinare i rapporti di carni rosse, bianche e trattate con la mortalità dovuta all'insorgenza di alcune patologie, ha associato ad un elevato consumo di carni rosse e carni processate (insaccati, prosciutti, hamburger pronti, carne in scatola, ecc.) un significativo incremento della mortalità in generale, ed in particolare per cancro e malattie cardiovascolari.
Un recente - studio pubblicato nel 2017 - condotto dal National Cancer Institute di Bethesda ha preso in considerazione i dati di una grande indagine chiamata NIH-AARP, su sei stati (California, Florida, Louisiana, New Jersey, North Carolina e Pennsylvania) e due grandi aree metropolitane degli Stati Uniti (Atlanta e Detroit). L'analisi è durata ben 16 anni e ha coinvolto oltre 536 969 americani adulti di età compresa tra i 50 e i 71 anni. I ricercatori americani hanno concluso che esiste una correlazione fra consumo di carni rosse e “processata” e incremento medio della mortalità del 26% (statisticamente significativo, superiore al 25%).
(http://www.quotidianosanita.it/m/scienza-e-farmaci/articolo.php?articolo_id=50688)
(https://www.bmj.com/content/357/bmj.j1957)
Una meta analisi del 2011 sugli studi riguardanti il legame tra carne rossa e cancro al colon (CRC) concludeva che le informazioni non sono sufficienti a supportare un'inequivocabile associazione fra consumo di carne rossa e CRC, visto che questa associazione è basata su studi di poca ampiezza, eterogeneità, incoerenza di modelli di associazione dei sottogruppi in analisi e probabilmente influenzata da un fattore di dieta e stile di vita.
Un nuovo studio del 2015 (https://www.ncbi.nlm.nih.gov/pmc/articles/PMC4698595/#__ffn_sectitle), invece, lega in modo significativo il cancro al colon con il consumo di carne rossa.
Un ulteriore studio del 2013 atto a verificare numerosi studi, con oggetto l'associazione tra il consumo di carni rosse, carni processate e pollame ed il rischio di morte prematura, avrebbe concluso che non ci sono rischi per quanto riguarda carni rosse e pollame, mentre il consumo di carni processate sarebbe moderatamente legato a morte per malattie cardio vascolari e cancro.
Altri dati del 2010 avrebbero dimostrato che solamente il consumo di carni processate, e non delle carni rosse, sarebbe legato ad un'alta incidenza di malattie coronariche (CHD) e diabete mellito.
Gli studi più recenti del 2015 e del 2017 proverebbero, invece, che il consumo di qualunque tipo di carne rossa aumenta l'indice di mortalità media.
L'istituto mondiale della sanità (OMS) ha inserito, nel 2015, tutte le carni rosse fra i possibili cancerogeni di primo livello.

## Cancro
Diversi studi hanno direttamente associato il cancro al colon ed altri tipi cancro con modalità alimentari relative al consumo di carne. Il World Cancer Research Fund (WCRF) e l'American Institute for Cancer Research evidenziano come vi sia una chiara evidenza che le carni rosse e le carni lavorate, siano causa di cancro al colon, e che non esista un livello minimo di assunzione di carni processate che possa mostrare con chiarezza di non incrementare il rischio. Tale rischio è spesso associato alla presenza di additivi alimentari come nitriti e nitrati nelle carni stesse. Esse vengono additivate di nitrito di sodio (E 250) e di nitrito di potassio (E 249), in quantità molto differenti a seconda delle diverse legislazioni nazionali, e in Italia piuttosto restrittive rispetto ai paesi anglosassoni; nitrato di sodio (E 251) e potassio (E 252), vengono altresì aggiunti per scopi analoghi. I composti vengono usati per la conservazione delle carni e per il mantenimento del colore rosso, che con l'ossidazione atmosferica tende ad ingrigirsi. La IARC sulla base di vasti precedenti studi aveva da decenni individuato in questi composti un fattore di rischio dovuto alla possibile trasformazione in N-nitrosammine cancerogene per reazione (nell'organismo) con molecole reattive, presenti ad esempio in alcune verdure. La pratica di sfregare i tagli di carne esposti al pubblico con salnitro è nota, ed effettuata a livello di vendita al dettaglio pericolosa ed illegale. Metodi come il confezionamento in atmosfera modificata (azoto) ed altri, al contrario non paiono presentare rischi.
Gli stessi istituti raccomandano di limitare l'assunzione di carne rossa a meno di 500 g di peso cotto (circa 700-750 g di peso crudo) a settimana, ponendo come obiettivo per la salute pubblica un consumo medio di 300 g a settimana, e di provare ad evitare carni processate, come pancetta, prosciutto, salame, salsicce, carne in scatola.

## Patologie cardiovascolari

### Coronaropatia
Una delle principali cause di morte nei paesi industrializzati è la cardiopatia ischemica o coronaropatia.
Il principale fattore di rischio alimentare individuato è l'assunzione di colesterolo e di acidi grassi saturi, in particolare l'acido miristico e l'acido palmitico, quest'ultimo introdotto massicciamente nelle diete con il poco costoso olio di palma, diffusissimo in molti generi alimentari quali dolci confezionati industrialmente.
La carne è l'alimento attraverso il quale si introducono le maggiori quantità di colesterolo e questi acidi grassi saturi.
Una meta-analisi del 2023 ha rilevato che il consumo di carne rossa sia lavorata che non lavorata può essere un fattore di rischio per la cardiomiopatia ischemica.
Oltre a giocare un ruolo importante nella coronaropatia, i grassi saturi nella dieta sono stati implicati nell'ipertensione, ictus, diabete e alcune forme di cancro, per cui tutte le linee guida dietetiche includono raccomandazioni per ridurre l'assunzione totale di grassi e soprattutto quella di grassi saturi.
Le linee guida dietetiche talvolta includono l'invito a sostituire, almeno in parte, la carne rossa con il pollo poiché, anche se il contenuto di grassi del pollo è paragonabile a quello della carne magra (ancorché carne rossa), la carne di pollo ha meno acidi grassi saturi.
Molti studi ed indicazioni associano il consumo di carne rossa in generale come fattore di rischio per la cardiopatia ischemica, uno studio limita l'aumento del rischio cardiovascolare al consumo di prodotti carnei processati (salami, prosciutti, hamburger, salsicce, carni in scatola, pancetta, ecc.) e delle parti grasse delle carni in generale, ma non della carne rossa magra, mentre un altro include la riduzione del consumo di carne in generale tra i fattori preventivi del rischio, ma in ogni caso è generalmente condivisa l'indicazione che una riduzione nel consumo di carne possa ridurre il rischio di eventi cardiovascolari.

### Ipertensione
Uno studio relaziona sulla maggiore incidenza di ipertensione nei mangiatori di carne rispetto ai vegetariani, dovuto principalmente alle differenze nell'indice di massa corporea, e un altro studio associa direttamente il consumo di carne rossa come fattore di rischio per l'ipertensione, mentre escludono tra i fattori di rischio il consumo di carne di pollame.

## Malattie metaboliche
Esistono diversi studi che associano il consumo di carni rosse al diabete mellito di tipo 2. L'American Diabetes Association indica che un elevato consumo di carni rosse e specialmente di varie carni processate, possa incrementare il rischio di sviluppare diabete di tipo 2 nelle donne.
Uno studio indica come una dieta con elevato tasso di carni rosse e carni processate incrementi significativamente il rischio di diabete mellito gestazionale.
Più in generale, il consumo di carne rossa e di carne processata viene associato alla sindrome metabolica.

## Composti tossici
La cottura della carne è auspicabile per sviluppare i sapori e per distruggere gli organismi nocivi. Tuttavia, in particolare alle temperature di frittura, la cottura delle carni può dar luogo a composti che si trasformano in aldeidi, esteri, alcoli e acidi carbossilici a catena corta.
Gli effetti negativi di questi prodotti di ossidazione sulla qualità del cibo sono riconosciuti,  ma più recentemente è stato suggerito che alcuni di essi possono essere cancerogeni, e anche possono essere coinvolti nel processo di invecchiamento e nelle cardiopatie.

### Nitriti, nitrati, nitrosammine
I nitriti, utilizzati nella preparazione degli insaccati, sono sali in grado di reagire con le ammine comunemente presenti negli alimenti, per formare nitrosammine, e queste si sono dimostrate cancerogene in tutte le specie di animali esaminate. Non è facile dedurre il grado di pericolosità di quelle presenti in salumi e affini, in quanto il meccanismo del provocare cancro negli esseri umani passa attraverso una catena metabolica complessa che richiede l'interazione con altri cibi, e con ambienti di reazione determinati dalla dieta nel suo complesso. In ogni caso la IARC classifica a tutt'oggi nitriti e nitrati come 2A, tra i 65 composti nella seconda categoria maggiormente pericolosa per l'uomo.
Per precauzione, in alcuni paesi, vi è una tendenza a ridurre la quantità di nitriti utilizzato nella miscela di polimerizzazione e di aggiungere come antiossidante la vitamina C (E300), che inibisce la formazione di nitrosammine.

### Neu5Gc
Neu5Gc è una molecola di zucchero sialico che si trova nella maggior parte dei mammiferi, con eccezioni come gli umani, i furetti, l'ornitorinco, le razze di cani occidentali e le scimmie del Nuovo Mondo.
È possibile che il sistema immunitario riconosca la molecola come estranea e che il legame degli anticorpi anti-Neu5Gc possa causare infiammazioni croniche. Questa ipotesi deve ancora essere però dimostrata concretamente. Ulteriori studi hanno dimostrato che gli umani hanno anticorpi specifici per Neu5Gc, spesso ad alti livelli. Le diete ricche di Neu5Gc insieme agli anticorpi anti-Neu5Gc (che tentano di imitare un sistema umano) causano l'infiammazione sistemica nei topi che hanno una probabilità cinque volte maggiore di sviluppare epatocarcinomi.

### Quantità eccessive di vitamina A nel fegato
Ci sono rapporti nella letteratura scientifica degli effetti nocivi di assunzione eccessiva acuta e cronica di vitamina A, per lo più con preparati farmaceutici. Recentemente, tuttavia, preoccupazione è stata espressa per livelli insolitamente elevati di vitamina A che si trovano in alcuni, pochi, campioni di fegato animale, che, se mangiato durante le prime fasi della gravidanza, potrebbe avere effetti sul feto umano.

### Residui chimici
Residui di farmaci, fitofarmaci e prodotti chimici in generale si possono trovare in piccole quantità nella carne e prodotti a base di carne. Alcuni farmaci veterinari possono essere somministrati agli animali per controllare gli insetti o parassiti intestinali, ma possono anche essere presenti nella carne a causa di esposizione degli animali ai prodotti chimici utilizzati su edifici, aree di pascolo e colture.
Il problema è complicato, perché sono diverse centinaia le sostanze usate per trattare gli animali, per preservare la salute degli animali e per migliorare la produzione animale. Questi includono agenti antimicrobici, i beta-bloccanti (usati per prevenire la morte improvvisa nei suini a causa di stress durante il trasporto), tranquillanti, vasodilatatori e anestetici.
Potenziali problemi di sicurezza nascono dalla possibilità di residui di tali farmaci e loro metaboliti nei tessuti (e latte) consumati dagli esseri umani. Alcuni tranquillanti, per esempio, sono utilizzati nei suini nel periodo immediatamente prima della macellazione, quando non c'è tempo per la loro eliminazione attraverso i normali processi metabolici. Possono persistere nel corpo umano in modo che l'assunzione ripetuta potrebbe portare ad un accumulo di sostanze stupefacenti.
Si deve altresì tener conto delle norme di legge vigenti nei singoli paesi che disciplinano rigidamente la somministrazione di tali farmaci.

## Malattie prioniche
La Nuova variante della malattia di Creutzfeldt-Jakob può essere contratta da chi si ciba di tessuti infetti provenienti da bovini affetti dal cosiddetto morbo della mucca pazza, l'encefalopatia spongiforme bovina. A seguito alla forte epidemia di BSE nel Regno Unito nel 1995, in Italia fu vietata la commercializzazione di carne bovina inglese fino al 2005 e dal 2001 al 2005 fu vietato il consumo di tutte le bistecche bovine con l'osso, dato che il midollo spinale è uno dei principali tessuti infetti negli animali malati.
Anche il kuru, una malattia simile alla malattia di Creutzfeldt-Jakob, si può contrarre cibandosi dei tessuti infetti (soprattutto il cervello) di umani malati. Questa malattia era assai diffusa tra tribù della Nuova Guinea che praticavano sacrifici umani e si cibavano della carne dei nemici, prima che il cannibalismo fosse vietato.

## Allergie
La sindrome alfa-gal, detta anche allergia alla carne rossa, è una condizione allergica grave, potenzialmente pericolosa per la vita, che coinvolge una risposta anticorpale IgE-mediata, al disaccaride galattosio-α-1,3-galattosio (α-gal) presente nella carne di mammiferi non primati. Chiaramente identificata solo agli inizi degli anni 2000, si può manifestare con eruzioni cutanee, orticaria, nausea o vomito, difficoltà di respirazione, calo della pressione sanguigna, vertigini o sincope e forte dolore allo stomaco. Molti casi di anafilassi idiopatica possono ora essere attribuiti alla sindrome alfa-gal. Più rara e generalmente non correlata all'allergia alla carne rossa è l'allergia alla carne di pollame. Non ancora chiaramente identificati gli allergeni di quest'ultima che alcune ricerche caratterizzano nell'α-parvalbumina e nella miosina a catena leggera (Gal d 7).